# کنوتسن
کنوتسن (انگلیسی: Knutsen) شرکت کشتیرانی نروژی است، که در سال ۱۸۹۵ تأسیس شد.